# Nicolas Sicard
Pour les articles homonymes, voir Sicard.
Nicolas Sicard, né le 9 janvier 1846 à Lyon, où il est mort le 1er janvier 1920, est un artiste peintre français. Il est reconnu pour ses nombreuses peintures d’histoire et de guerre mais son œuvre est très diverse. Il fut élève de Danguin et Vibert avant de devenir lui-même professeur puis directeur de l’école des beaux-arts de Lyon. Il reçoit la médaille d’honneur en 1889.

## Biographie

### Enfance
Son père Apollinaire Sicard, antiquaire et peintre, lui donna le goût de la peinture. À l’âge de quatre ans, ses premiers croquis sont prometteurs, tout ce qu'il voit lui sert de prétexte à dessiner. Il entre en 1857 à l’école des beaux-arts avec son frère en classe de gravure.

### Adolescence
Il obtient son premier succès en 1861, premier prix de lithographie et de peinture à la Société des Amis des Arts de Lyon. 
De 1865 à 1868, Sicard fait quelques illustrations pour des ouvrages artistiques. Et pour perfectionner son art, il part en tant que décorateur chez Antoine Sublet et participe à de nombreux chantiers. En 1869, à seulement 23 ans, il fait son premier envoi au Salon de Paris. Mais en 1870 la guerre éclate et il s’engage dans un bataillon d’artillerie et participe la défense de Paris, il est Maréchal des Logis. Cet épisode marquera son œuvre, il peindra avec beaucoup de réalisme des scènes de guerre et de champs de bataille.

### Carrière
Sicard ne recommence à exposer qu’en 1872 à Paris et à Lyon, et en 1874 en Province. Ses œuvres ont du succès et le musée de Bézier lui achète Un chasseur malheureux en 1874. Les critiques lui sont assez favorables, on le considère alors comme potentiellement un futur grand de l'école lyonnaise. Ses œuvres se vendent bien et des hommes influents comme Bernard Aynard, riche banquier et grand collectionneur, lui en achètent plusieurs. Il part alors pour l’Espagne, ce voyage lui fait découvrir de nouvelles sources et inspirations artistiques qu’il n’oubliera jamais. Il est exposé de très nombreuses fois et la qualité de son œuvre commence à prendre de l’ampleur et être bien reconnue.
Il déménage en 1881 après la mort de son père dans le 5e arrondissement de Lyon où il restera jusqu’à la fin de sa vie. Il se marie à 36 ans en 1882 avec Caroline Garbit, avec qui il eut sept enfants. Il rejoint l’Académie des sciences, belles-lettres et arts de Lyon grâce à son tableau Un Accident en 1886. Il souscrit à la nouvelle Société Lyonnaise des Beaux Arts en 1888, qui remplace la Société des Amis des arts de Lyon. Il reçoit la même année la médaille régionale d’or « Grand Module » et est nommé le 4 décembre à la commission consultative des musées, décidant des nouvelles acquisitions du musée des Beaux-Arts de Lyon et remplaçant ainsi Danguin, son ancien professeur. Il obtient en 1889 la troisième médaille de l’Exposition universelle pour Après le Duel. Il est élu président de la Nouvelle Société Lyonnaise des Beaux Arts. Il est nommé Officier d’Académie pour services rendus à l’instruction Publique en 1894, catalysant ainsi sa carrière : il est nommé professeur par arrêté ministériel la même année, et est nommé directeur des beaux-arts de Lyon, la deuxième plus grande école de France, en remplacement de M. Hédin, fonction qu’il exercera durant 24 ans. Il insistera particulièrement sur la notion de travail dans le métier d’artiste en citant Millet et Ernest Meissonier. Ainsi, en 1900, sous la direction de Nicolas Sicard, l’École Lyonnaise remporta le premier Grand Prix de l’Exposition universelle, de plus quatre élèves eurent le prix de Rome sous sa direction. Enfin, de nombreux étudiants réussirent le Prix de Paris Raoul Servant (1912), rendant ainsi Sicard un directeur prestigieux et reconnu.
Il est nommé Officier de l'Instruction publique, et fut adoubé chevalier de la Légion d'honneur en 1900. Il quitta l’Académie des Sciences et belles Lettres et Art pour rejoindre en 1904 le comité d’organisation pour l’exposition rétrospective des Artistes Lyonnais.
Il prend sa retraite en 1918 à l’âge de 72 ans, fatigué par sa vie mondaine, ses fonctions aux beaux-arts, et son activité créatrice car sa vue s’affaiblissait. Il meurt le 1er janvier 1920, et est inhumé au cimetière de Loyasse.

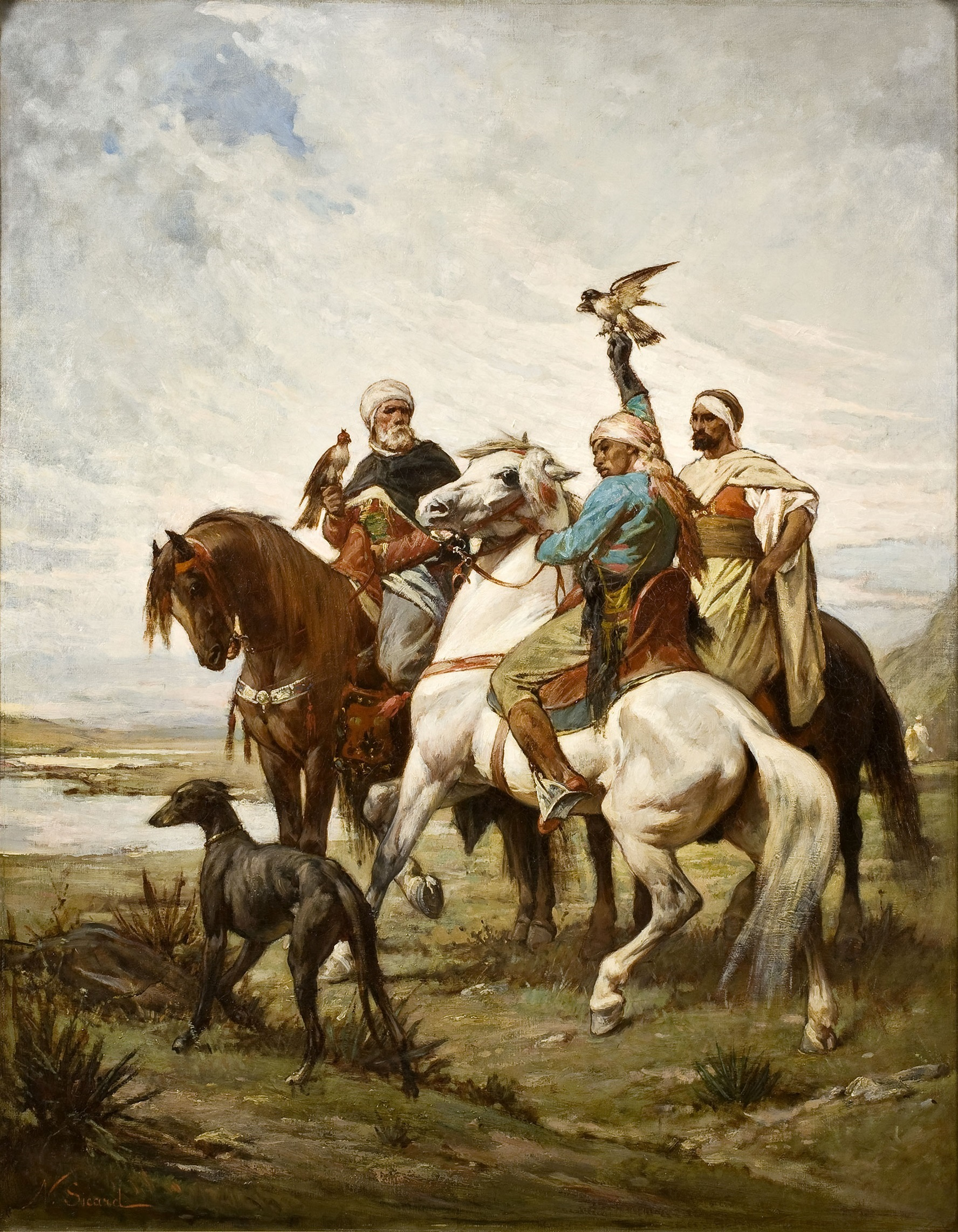
La chasse au Faucon.
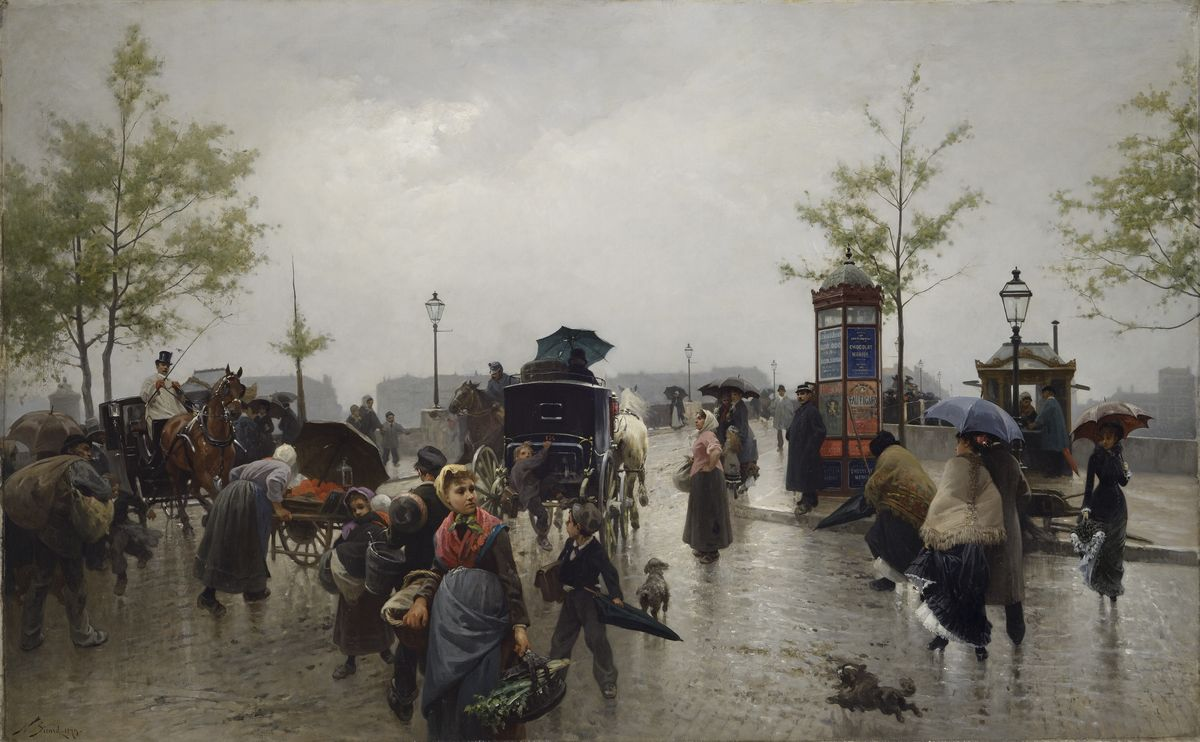
L'Entrée du pont de la Guillotière par un temps de pluie, musée des Beaux-Arts de Lyon.

## Postérité
Nous pouvons toujours admirer ses travaux dans la cathédrale de Belley, l’église des Chartreux et des sœurs Saint-Joseph lorsqu’il travaillait pour Sublet. Il a été le sujet de l’Exposition rétrospective Nicolas Sicard à la maison de pays de Mornant du 13 septembre au 12 octobre 1997. Et on peut encore voir à la Préfecture du Rhône son tableau Le repos de Diane peint en 1893. Plusieurs de ses tableaux de genre ont été acquis par l’État et reproduit par la gravure. Une rue proche de son atelier (rue Dusquesne) porte son nom.